# TV Rio Branco
TV Rio Branco é uma emissora de televisão brasileira sediada em Rio Branco, capital do estado do Acre. Opera no canal 8 (34 UHF digital) e é afiliada à TV Cultura. Seus estúdios estão localizados na Avenida Ceará, no centro da capital.

## História

Logotipo utilizado pela emissora de 2013 a 2022.

O Ministério das Comunicações abriu a concorrência de novo canal em Rio Branco no canal 8 analógico em 1987. O empresário e político acreano Narciso Mendes, entrou na concorrência, foi vencedor e começou a investir na emissora.
Em 15 de março de 1989, a TV Rio Branco entra no ar como afiliada ao Sistema Brasileiro de Televisão, mais conhecida como SBT. Na época, tornou-se a quarta emissora a entrar no ar na cidade do Rio Branco, depois das TVs Acre (1974), Aldeia (1988) e União (1988). Desde que entrou do ar, a emissora permaneceu como umas das antigas afiliadas ao SBT na Região Norte do Brasil.
Em 14 de agosto de 2018, depois de pouco mais de 29 anos no ar no canal 8, a TV Rio Branco encerra a transmissão analógica e passa operar apenas em digital, dois meses antes da data prevista ao encerramento previsto pela ANATEL.
No dia 16 de março de 2022, é anunciado que a emissora passaria a retransmitir a programação da TV Cultura depois de 33 anos como afiliada ao SBT. A mudança se deve pelo fato do SBT ter rescindindo o contrato com a TV Rio Branco no dia 25 de outubro de 2021, passando a assinar com a recém-inaugurada TV Norte Acre.
A troca de bandeiras aconteceu no dia 28 de março, às 0h do horário local. O primeiro programa da TV Cultura exibido pela nova afiliada foi o Mosaicos. No mesmo dia, foi exibido o Programa Especial, apresentado por Antônio Muniz, onde Narciso e Célia Mendes falaram sobre a trajetória e a nova fase da emissora. Também foram exibidos depoimentos de ex-funcionários da TV Rio Branco.

## Sinal digital
| Canal virtual | Canal digital | Resolução de tela | Programação                                         |
| ------------- | ------------- | ----------------- | --------------------------------------------------- |
| 8.1           | 34 UHF        | 1080i             | Programação principal da TV Rio Branco / TV Cultura |

Transição para o sinal digital
Com base no decreto federal de transição das emissoras de TV brasileiras do sinal analógico para o digital, a TV Rio Branco cessou suas transmissões pelo canal 8 VHF em 14 de agosto de 2018, mais de dois meses antes do cronograma oficial da ANATEL para o dia 31 de outubro de 2018. O switch-off ocorreu por volta da meia-noite, durante o The Noite com Danilo Gentili.

## Controvérsias

### Escândalo da compra de votos pela reeleição em 1997
Narciso Mendes tornou-se conhecido nacionalmente no escândalo da compra de votos pela reeleição depois que foi revelado que o famoso “Senhor X” (autor das gravações) era o próprio que revelou que os deputados (que mais tarde renunciaram a seus mandatos) Ronivon Santiago e João Maia confessam terem vendido seus votos em favor da emenda da reeleição por R$ 400 mil em 1997. Foram citados no caso os deputados federais Chicão Brígido e Zila Bezerra.

### Oposição à Família Viana no Acre
O acesso aos meios de comunicação da Família Mendes dos políticos opositores à Família Viana (comandados pelos irmãos Jorge Viana e Tião Viana entre 1999 a 2019) e aliados fez com que o empresário Narciso Mendes ser frequentemente acusado de tramar por diversas vezes contra os governadores irmãos e aliados.

### Entrevista ao traficante Palito
Em dezembro de 2001, a TV Rio Branco fica conhecida nacionalmente, após o traficante Valtemir Gonçalves de Oliveira, mais conhecido como Palito (uns dos famosos traficantes de drogas do Brasil nos anos 1990) concedeu entrevista à TV Rio Branco e ao jornal O Rio Branco. Curiosamente o jornal, além da emissora de TV, pertence ao Narciso Mendes.
Palito havia fugido no mês anterior (novembro do mesmo ano) do Presídio Federal de Rio Branco, mais conhecida como Papudinha. Palito contou que o governador Jorge Viana (PT) lhe telefonara durante a passagem da CPI pelo Acre para pedir que incriminasse Hildebrando Pascoal. Em troca, seria beneficiado com a redução da pena.
No entanto, no final do mês, Palito foi recapturado pela Polícia Militar do Acre. Após recaptura e o depoimento do criminoso na Polícia Federal, a PF descobriu mais tarde que foi pago para desmoralizar o governador. O dinheiro, R$ 2 mil reais, foi entregue ao parente do bandido, na época, era menor de idade.

### Perda de afiliação do SBT
Em 22 de outubro de 2021, durante uma entrevista a um canal do YouTube, o proprietário da TV Rio Branco, Narciso Mendes de Assis, ao tirar as dúvidas de três telespectadores, acusou a TV Norte Acre (ainda em reta final de implantação) de corrupção devido a uma suposta ligação com a Precisa Medicamentos, investigada pela venda ilegal da vacina Covaxin em relatório da CPI da COVID-19 e formação de monopólio, com relação a retransmissão do SBT nas cidades de Manaus (TV Norte Amazonas), Boa Vista (TV Norte Boa Vista) e Palmas (TV Norte Tocantins). Além disso, enfatizou também que tem provas contra o Grupo Norte de Comunicação. No dia 25, três dias depois da entrevista ter sido postada na plataforma, o SBT, através de uma nota em sua assessoria de imprensa, anunciou que rescindiu o contrato com a TV Rio Branco devido aos problemas com a empresa e que a decisão foi feita com todo o respaldo legal e jurídico, com prévia comunicação de 90 dias. O anúncio encerra uma parceria de 32 anos com a emissora paulista.
No entanto, a TV Rio Branco conseguiu um alvará judicial para continuar transmitindo o sinal do SBT no Acre, atrasando a inauguração da TV Norte, prevista para novembro de 2021. Tal ação durou até o mês de março de 2022, quando no dia 15, a emissora anunciou afiliação com a TV Cultura, que estava sem sinal em Rio Branco desde 30 de outubro de 2018, com o desligamento do sinal analógico na região, que consequentemente tirou do ar a TV Aldeia, que até então era a sua afiliada, por não conseguir acompanhar a tempo o calendário da ANATEL.[carece de fontes?]